# وردروایسنباخ
وردروایسنباخ (به آلمانی: Vorderweißenbach) یک منطقهٔ مسکونی در اتریش است که در ناحیه اورفار اومگبونگ واقع شده‌است. وردروایسنباخ ۵۳ کیلومتر مربع مساحت دارد ۷۰۵ متر بالاتر از سطح دریا واقع شده‌است.